# Archivio di Stato
Un archivio di Stato (anche archivio nazionale)  è un'istituzione che raccoglie documenti o archivi ufficiali di istituzioni o enti pubblici, giudiziari, politici e militari, e in alcuni casi privati, per la loro conservazione, consultazione e indagine. Le raccolte o fondi di enti pubblici o dello Stato possono corrispondere ad atti amministrativi o giudiziari, atti ufficiali, decisioni giudiziarie, ecc. In generale, le copie o i certificati di documenti di un archivio nazionale hanno validità legale, in particolare negli obblighi che lo Stato acquisisce con i suoi cittadini.
In alcuni casi come gli Stati dell'America Latina, la Spagna e il Portogallo gli archivi nazionali sono importanti per la ricostruzione storica dell'era coloniale. La maggior parte di questo materiale è nell'Archivio Generale delle Indie. Anche i documenti degli ordini religiosi nell'America coloniale sono di grande interesse storico.

## Archivi di Stato nel mondo

### Austria
- Archivio di Stato Austriaco

### Città del Vaticano
- Archivio apostolico vaticano

### Brasile
L'"Archivio Nazionale" (AN) è l'istituzione brasiliana responsabile della gestione, conservazione e diffusione dei documenti del governo federale. L'Archivio dipende dal Ministero della Giustizia.

### Danimarca
- Archivi di Stato – Statens Arkiver (Copenaghen)
  - Archivio nazionale – Rigsarkivet (Copenaghen)
  - Archivio danese dei Dati – Dansk Data Arkiv (Odense)
  - Archivio nazionale danese delle Imprese – Erhvervsarkivet (Aarhus)
  - Archivio Provinciale della Zelanda – Landsarkivet for Sjælland, Lolland-Falster og Bornholm (Copenaghen)
  - Archivio provinciale dello Jutland meridionale – Landsarkivet for Sønderjylland (Aabenraa)
  - Archivio provinciale della Fionia – Landsarkivet for Fyn (Odense)
  - Archivio provinciale dello Jutland settentrionale – Landsarkivet for Nørrejylland (Viborg)

### Francia
- Archivi nazionali – Archives nationales (Parigi). Inoltre in ogni dipartimento c'è un Archivio Dipartimentale.

### Germania
- Archivio federale – Bundesarchiv (Coblenza)
  - Archivio centrale di Stato di Stoccarda – Hauptstaatsarchiv Stuttgart
  - Archivio centrale di Stato della Baviera – Bayerisches Hauptstaatsarchiv (Monaco di Baviera)
  - Archivio regionale di Berlino – Landesarchiv Berlin
  - Archivio centrale regionale del Brandeburgo – Brandenburgisches Landeshauptarchiv (Potsdam)
  - Archivio di Stato di Brema – Staatsarchiv Bremen
  - Archivio di Stato della Città libera ed anseatica di Amburgo – Staatsarchiv der Freien und Hansestadt Hamburg
  - Archivio centrale di Stato dell'Assia – Hessisches Hauptstaatsarchiv (Wiesbaden)
  - Archivio centrale regionale di Schwerin – Landeshauptarchiv Schwerin
  - Archivio centrale di Stato di Hannover – Hauptstaatsarchiv Hannover
  - Archivio centrale di Stato di Düsseldorf – Hauptstaatsarchiv Düsseldorf
  - Archivio centrale regionale di Coblenza – Landeshauptarchiv Koblenz
  - Archivio regionale di Saarbrücken – Landesarchiv Saarbrücken
  - Archivio centrale di Stato di Dresda – Hauptstaatsarchiv Dresden
  - Archivio centrale regionale della Sassonia-Anhalt – Landeshauptarchiv Sachsen-Anhalt (Magdeburgo, Wernigerode, Merseburgo e Dessau)
  - Archivio regionale dello Schleswig-Holstein – Landesarchiv Schleswig-Holstein (Schleswig)
  - Archivio centrale di Stato di Weimar – Hauptstaatsarchiv Weimar

### Israele
- Archivio di Stato

### Italia
- Archivio Centrale dello Stato, conserva, con alcune eccezioni, la documentazione degli organi e degli uffici centrali dello Stato italiano.
- Archivio di Stato, conserva e sorveglia il patrimonio archivistico statale e rende accessibile la sua consultazione

### Norvegia
- Archivio nazionale

### Paesi Bassi
- Archivio nazionale

### Polonia
- Archivio Centrale dei Documenti Antichi di Varsavia – Archiwum Główne Akt Dawnych
- Archivio dei Documenti Recenti – Archiwum Akt Nowych
- Archivio Nazionale Informatico – Narodowe Archiwum Cyfrowe
- Archivio Statale di documentazione delle Persone e dei Salari – Archiwum Państwowe Dokumentacji Osobowej i Płacowej

### Portogallo
- Archivio nazionale Torre do Tombo

### Regno Unito
- Archivi nazionali – The National Archives (Londra)
- Archivi nazionali della Scozia – National Archives of Scotland (Edimburgo)

### Russia
- Archivio di Stato della Federazione Russa

### San Marino
- Archivio di Stato della Repubblica di San Marino

### Spagna
- Archivio Generale delle Indie – Archivo general de Indias (Siviglia)
- Archivio generale dell'Amministrazione – Archivo General de la Administración (Alcalá de Henares)
- Archivio generale della Corona di Aragona – Archivo General de la Corona de Aragón (Barcellona)
- Archivio generale di Simancas – Archivo General de Simancas
- Archivo Histórico Nacional – Archivio Storico nazionale (Madrid)

### Svezia
- Archivio nazionale

### Svizzera
- Archivi cantonali